# José Sarrión Andaluz
 José Sarrión Andaluz  (Cartagena, 1982) és un polític espanyol, procurador en les Corts de Castella i Lleó per  Esquerra Unida.

## Biografia
Nascut a Cartagena en 1982, José Sarrión és Doctor en Filosofia, exercint de professor d'Antropologia a la Universitat Pontifícia de Salamanca.
Militant de base del PCE i IU a Salamanca des de finals dels anys noranta, en 2015 José Sarrión es va presentar a les primàries obertes d'Esquerra Unida per triar el seu candidat a la presidència de la Junta de Castella i Lleó, vencent-les i obtenint en les eleccions autonòmiques de maig de 2015 l'acta de procurador en les Corts autonòmiques.
Al setembre de 2016 va ser triat coordinador d'Esquerra Unida en la comunitat autònoma.